# Falu Bandysällskap
Falu BS är en bandyklubb från Falun, Dalarnas län.

## Historik
Falu BS BK var bandysektionen i den 1935 bildade idrottsföreningen Falu Bollsällskap. Samtliga fyra klubbar som medverkade i sammanslagningen, Falu BK, Holmens IF, Falu SK och IFK Falun, hade var för sig bandy på programmet.
Bland dessa fyra hade Falu BK nått den största framgången med en plats i Division I 1934 som höjdpunkt. 1936 inledde den nya klubben Falu BS spelet i division II. Man använde sig då av Falu BK:s gamla kopparbruna tröjor med texten "FALUN" mitt på bröstet. Matcherna spelades på Främbyviken eller Kvarnbergsplan (som senare fick namnet Kopparvallen).
Säsongen 1940 spelade laget för första gången i Division I. Man kom tvåa i sin serie efter Sandvikens AIK. Nu hade man bytt till de "klassiska färgerna", blå tröjor med gul krage och gula manschetter. Den första allsvenska tiden blev kortvarig. Efter en sjätte och sista plats, blev det respass nedåt direkt.
Det gick sedan lite upp och ned ett tag fram till början av 1970-talet. Höjdpunkterna kom med SM-guld åren 1971 och år 1974. SM-final spelade man också 1999, där man förlorade med 2-3 mot Västerås SK. Utöver detta har man även en seger i World Cup 1998.
Falu BS deltog även i den då nyinrättade Elitserien säsongen 2007/2008, där man slutade sist och därmed flyttades ner till Allsvenskan kommande säsong. Från Allsvenskan säsongen 2008/2009 gick man vidare till kvalspel, och kvalificerade sig där återigen för Elitserien efter att ha slutat på andra plats i den norra kvalgruppen till Elitserien. Till säsongen 2010/2011 åkte laget återigen ner till Allsvenskan, där man stannade till och med säsongen 2012/2013.
27 mars 2013 begärde föreningen sig själv i konkurs. En rekonstruerad förening kallad Falu Bandysällskap (med samma förkortade namn, Falu BS, som tidigare och samma klubbfärger) startade om på nytt i Division 1
12 mars 2018 tog man återigen klivet upp i Elitserien efter att ha besegrat Nässjö IF samt Kalix Bandy i en kvalserie.
Klubben har en supporterklubb som tidigare kallade sig Bandymasarna.